# Dark Lady
Dark Lady jedanaesti je studijski album američke pjevačice Cher koji je u svibnju 1974. izdala izdavačka kuća MCA. Cher ponovno surađuje sa Snuff Garrettom kao izvršnim producentom albuma te Al Cappsom kao aranžerom. Dark Lady je treći i posljednji album snimljen za MCA. Ujedno je i posljednji album koji je promoviran na uspješnom showu ''The Sonny & Cher Comedy Hour''. Po izlasku dobiva pozitivnu reakciju od strane kritičara ali za razliku od ostalih albuma snimljenih s Garrettom biva umjereno uspješan. 

## Informacije o albumu
Nakon uspjeha prethodnog albuma Half-Breed Cher za posljednji album za MCA ponovno odabire Snuff Garretta i Al Cappsa za suradnju. Iste godine se razvodi od Sonny Bonoa prekidajući i Sonny & Cher kao profesionalni duo. Prekinuli su svoju glazbenu i televizijsku suradnju na neko vrijeme. I na ovom albumu se drži stila narativnih balada koje su dobro funkcionirale na prethodnim albumima. U tom razdoblju joj je pošlo za rukom da privuče nove mlađe obožavatelje zahvaljujući glamuroznom pop pristupu te album istodobno pokazuje i što je Cher bila sposobna pokazati sredinom 70-ih godina, na vrhuncu uspjeha. 
Izdavanjem kompilacije najvećih hitova Cher ispunjava svoju ugovornu obvezu s izdavačkom kućom MCA te potpisuje novi ugovor s Warner Bros. Records. Time se briše i naglasak na slovu "E" u njenom imenu te ono postaje jednostavno "Cher". 
Uvodna pjesma na albumu je "Train of Thought" aurora Alan O'Daya koja je postigla umjeren uspjeh na top ljestvicama. Tri pjesme na albumu su djelo autora John Durrilla a posljednja skladba naziva "Apples Don't Fall Far From The Tree" djelo je Boba Stonea koji je autor i njenog prvog velikog hita 70-ih godina "Gypsys, Tramps & Thieves". Album sadrži dvije obrade, izvedbu iz filma ''The Great Gatsby'' te hit pjesma iz 1965. pjevačice Fontelle Bass "Rescue Me". Cher na albumu također na pjesmi "Miss Subway of 1952" odaje počast prijateljici Bette Midler. 
U kolovozu 1999. originalni album je s prethodnim albumom Half-Breed izdan na zajedničkom CD-u pod nazivom Half Breed/Dark Lady. U kolekciju je uvršten kompletan sadržaj oba albuma. Dark Lady u svom originalnom izdanju ostaje do danas neobjavljen na CD-u.

## Singlice
Prvi singl s albuma je istoimena pjesma koja u Sjevernoj Americi, Kanadi te Švedskoj dospijeva na broj 1 top ljestvica. Pjesma je ujedno i treća broj 1 singlica za Cher u njenoj samostalnoj glazbenoj karijeri. Sljedeća dva singla izdana s albuma su "Train of Thought" i "I Saw a Man and He Danced with His Wife" koji su najveći uspjeh postigli na top ljestvici adult-contemporary žanra. Posljednji singl je bio "Rescue Me" ali izdan je samo kao promotivni singl za radio stanice te se nije pojavio na top ljestvicama.
Popis pjesama:
Strana A
1. "Train of Thought" (Alan O'Day) 2:34
2. "I Saw a Man and He Danced with His Wife" (Johnny Durrill) 3:13
3. "Make the Man Love Me" (Cynthia Weil, Barry Mann) 3:17
4. "Just What I've Been Lookin' For" (Kenny O'Dell) 2:36
5. "Dark Lady" (Johnny Durrill) 3:26

Strana B
1. "Miss Subway of 1952" (Mary F. Cain) 2:16
2. "Dixie Girl" (Johnny Durrill) 3:26
3. "Rescue Me" (Carl Smith, Raynard Miner) 2:22
4. "What'll I Do" (Irving Berlin) 2:28
5. "Apples Don't Fall Far from the Tree" (Bob Stone) 3:21

## Produkcija
- glavni vokal: Cher
- producent: Snuff Garrett
- inženjer zvuka: Lennie Roberts
- asistent aranžmana: Al Capps
- fotografija: Richard Avedon
- haljina: Calvin Klein